# Guldgraverne i Alaska
Guldgraverne i Alaska er en amerikansk stumfilm fra 1914 af Colin Campbell.

## Medvirkende
- William Farnum som Roy Glenister
- Kathlyn Williams som Cherry Malotte
- Tom Santschi som Alex McNamara.
- Bessie Eyton som Helen Chester
- Frank Clark som Dextry.